# Giovanni Brunetti
Giovanni Brunetti (Firenze, 20 agosto 1867 – Firenze, 19 giugno 1935) è stato un giurista italiano.

## Biografia
Nacque nel 1867 a Firenze da Eugenio e Giulia Mazzoni.
Si laureò in giurisprudenza nel 1889, dedicandosi inizialmente allo studio del diritto romano, che insegnò inizialmente presso il Regio istituto di scienze sociali di Firenze, poi dal 1894 come libero docente, fino al 1911. Come allievo di Carlo Francesco Gabba si spostò gradualmente verso gli studi di diritto civile, di cui fu docente dal 1903 all'istituto di scienze sociali.
Dal 1893 pubblicò varie opere, la più importante delle quali è Delitto civile (1906); a causa dell'approccio innovativo le sue teorie non furono inizialmente bene accolte.
Ebbe cattedre di diritto civile presso le università di Messina (1920), di Modena (1921) e di Firenze (dal 1924), dove fu preside della facoltà di legge.
Fece parte della Commissione reale per la riforma dei codici.
A livello politico, ricoprì le cariche di consigliere comunale e di consigliere provinciale a Firenze; aderì al fascismo e fu nominato podestà di Pieve a Nievole.
Morì nel 1935 a Firenze.

## Opere
- Il "dies incertus" nelle disposizioni testamentarie, Firenze, 1893.
- Il diritto e le scienze sociali, Firenze, 1896.
- Delitto civile, Firenze, Seeber, 1906.
- Norme e regole finali nel diritto, Torino, UTET, 1913.
- Per la scienza del diritto, in Rivista di diritto commerciale, XI (1913), pp. 795-801.
- Scritti giuridici vari, 4 volumi, Torino, 1915-1925.
- La libertà nel diritto privato, 1926.
- Diritto, pace e fascismo, in Archivio giuridico, CIII (1930), pp. 150-164.
- Modalità sospensiva e trasmettibilità del diritto nelle successioni testamentarie, Firenze, 1934.